# Oppin
Oppin ist eine Ortschaft der Stadt Landsberg im Saalekreis in Sachsen-Anhalt (Deutschland). Sie besteht aus den Ortsteilen Oppin, Harsdorf, Freiheit, Pranitz, Inwenden, Obermaschwitz und Untermaschwitz.
Bis zur Eingemeindung nach Landsberg am 1. Januar 2010 war Oppin eine selbständige Gemeinde in der Verwaltungsgemeinschaft Östlicher Saalkreis mit dem zugehörigen Ortsteil Maschwitz. Letzter Bürgermeister Oppins war Bernd Frischmuth.

## Geografie

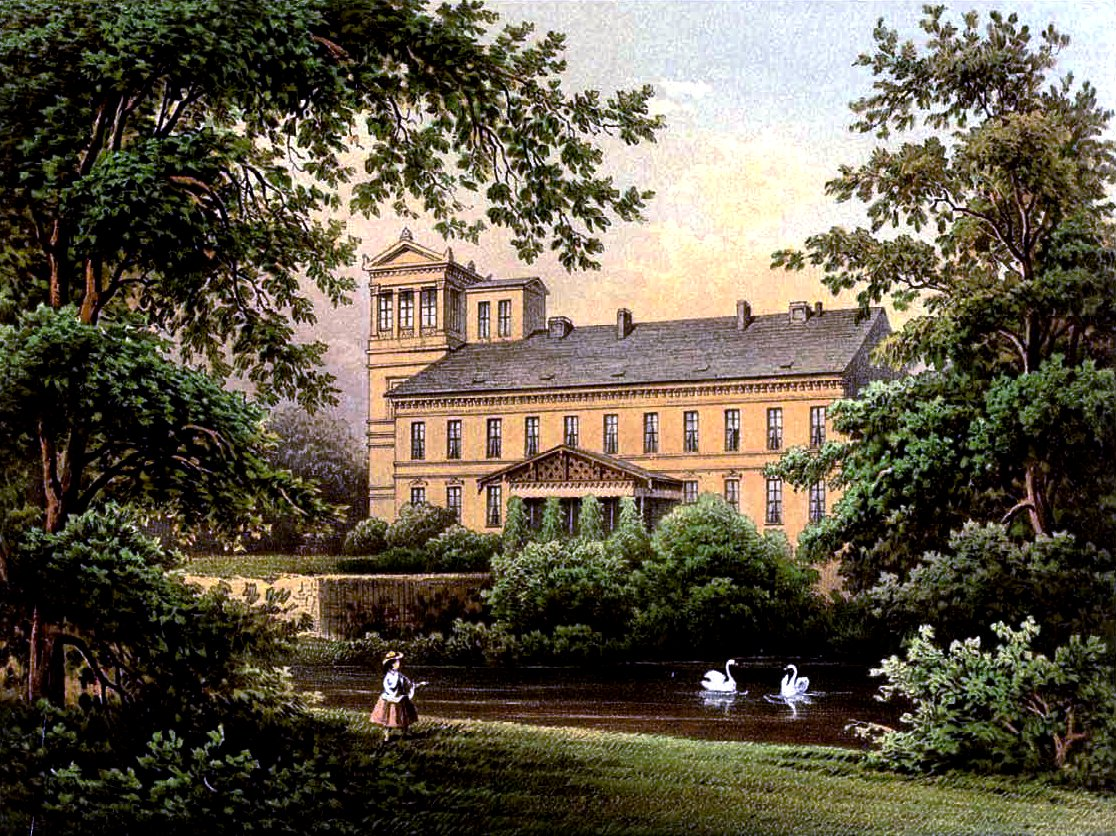
Schloss Oppin um 1860, Sammlung Alexander Duncker

Oppin liegt 7 km nordöstlich von Halle. Durch den Ort fließt die Riede, welche unweit der nördlichen Bebauungsgrenze entspringt.

## Geschichte
Oppin wurde im Jahr 952 erstmals urkundlich erwähnt, als König Otto I. es mit Billing gegen Orte bei Göttingen tauschte. 966 wurde der Ort dem Moritzkloster Magdeburg geschenkt. Um 1237 war Oppin der Sitz einer deutschen Ministerialfamilie, die sich nach dem Ort benannte. 1370 ist Heino von Oppin als Ministerial auf Burg Giebichenstein belegt. 1371 wurden Hardingstorp (Harsdorf), in Wenden (Inwenden) und Prawenitz (Pranitz) erwähnt. Das Amt Giebichenstein richtete 1633 die Verwaltung der Oppiner Pflege ein. 1680 kamen Oppin und seine heutigen Ortsteile mit dem Erzstift Magdeburg als Herzogtum Magdeburg unter brandenburg-preußische Herrschaft. Sie gehörten zum Saalkreis. Zwischen 1807 und 1813 war Oppin Hauptort des Kantons Oppin im Distrikt Halle des Departements der Saale im Königreich Westphalen. Harsdorf, Inwenden und Pranitz gehörten ebenfalls zum Kanton Oppin, Ober- und Untermaschwitz hingegen zum Kanton Neumarkt. Ab 1815 gehörten Oppin und seine heutigen Ortsteile zum Saalkreis im Regierungsbezirk Merseburg der preußischen Provinz Sachsen.
Im Jahr 1921 wurden die Orte Oppin, Freiheit-Oppin, Inwenden, Pranitz und Harsdorf zur Gemeinde Oppin vereinigt. Ober- und Untermaschwitz vereinigten sich am 1. April 1938 zur Gemeinde Maschwitz, welche am 1. Juli 1950 nach Oppin eingemeindet wurde. Ab 1993 gehörte Oppin zur Verwaltungsgemeinschaft Saalkreis-Ost, die am 1. Januar 2005 mit der Verwaltungsgemeinschaft Landsberg zur neuen Verwaltungsgemeinschaft Östlicher Saalkreis zusammengeschlossen wurde.
Am 1. Januar 2010 wurde Oppin mit Maschwitz in die Stadt Landsberg eingemeindet.

## Bauwerke
Die Kulturdenkmale Oppins sind im örtlichen Denkmalverzeichnis eingetragen, darunter die im 13. Jahrhundert errichtete Kirche St. Georg und Elisabeth.

## Gedenkstätte
Auf dem Friedhof neben der Kirche St. Georg und Elisabeth befindet sich eine Gedenkstätte für die Gefallenen beider Weltkriege. Außerdem wurde auf dem Ortsfriedhof ein namentlich unbekannter polnischer Kriegsgefangener begraben, der während des Zweiten Weltkrieges ein Opfer von Zwangsarbeit wurde.

## Wirtschaft und Infrastruktur

### Ansässige Unternehmen
Viele Unternehmen sind am Flugplatz Halle-Oppin bzw. im benachbarten Gewerbegebiet ansässig. Auf dem Flugplatz befindet sich:
- die Luftrettungsstation der Intensivtransporthubschrauber Christoph Sachsen-Anhalt und Christoph Halle, beide betrieben durch die DRF Luftrettung
- die Firma Air Lloyd – Luftfahrt Technik GmbH
- die Firma Air Lloyd – Deutsche Helicopter Flugservice GmbH
- eine Hubschrauberwerft. Fa. Helitec
- das Luftfahrtunternehmen Lips Flugdienst GmbH
- die Flugschule Löffler

im dazugehörigen Gewerbegebiet (Aeropark-Oppin) sind u. a. angesiedelt:
- Schaltanlagenbau
- Elektromaschinenservice

### Verkehrsanbindung
Oppin liegt östlich der A 14 (Anschlussstelle Halle-Tornau) und unmittelbar westlich des Flugplatzes Halle-Oppin.
Der öffentliche Personennahverkehr wird unter anderem durch den PlusBus des Landesnetzes Sachsen-Anhalt erbracht. Folgende Verbindung, betrieben von dem Omnibusbetrieb Saalekreis, führt durch Oppin:
- Linie 350: Halle ↔ Oppin ↔ Brachstedt ↔ Spören ↔ Zörbig

## Persönlichkeiten
Der preußische Beamte und zeitweilige Oberpräsident der Provinz Posen, Carl Moritz von Beurmann (1802–1870), verstarb in Oppin.
Der lutherischer Theologe, Kirchenhistoriker und Hochschullehrer Wilhelm Ernst Möller (1827–1892) war Pfarrer des Ortes.